# Crim organitzat

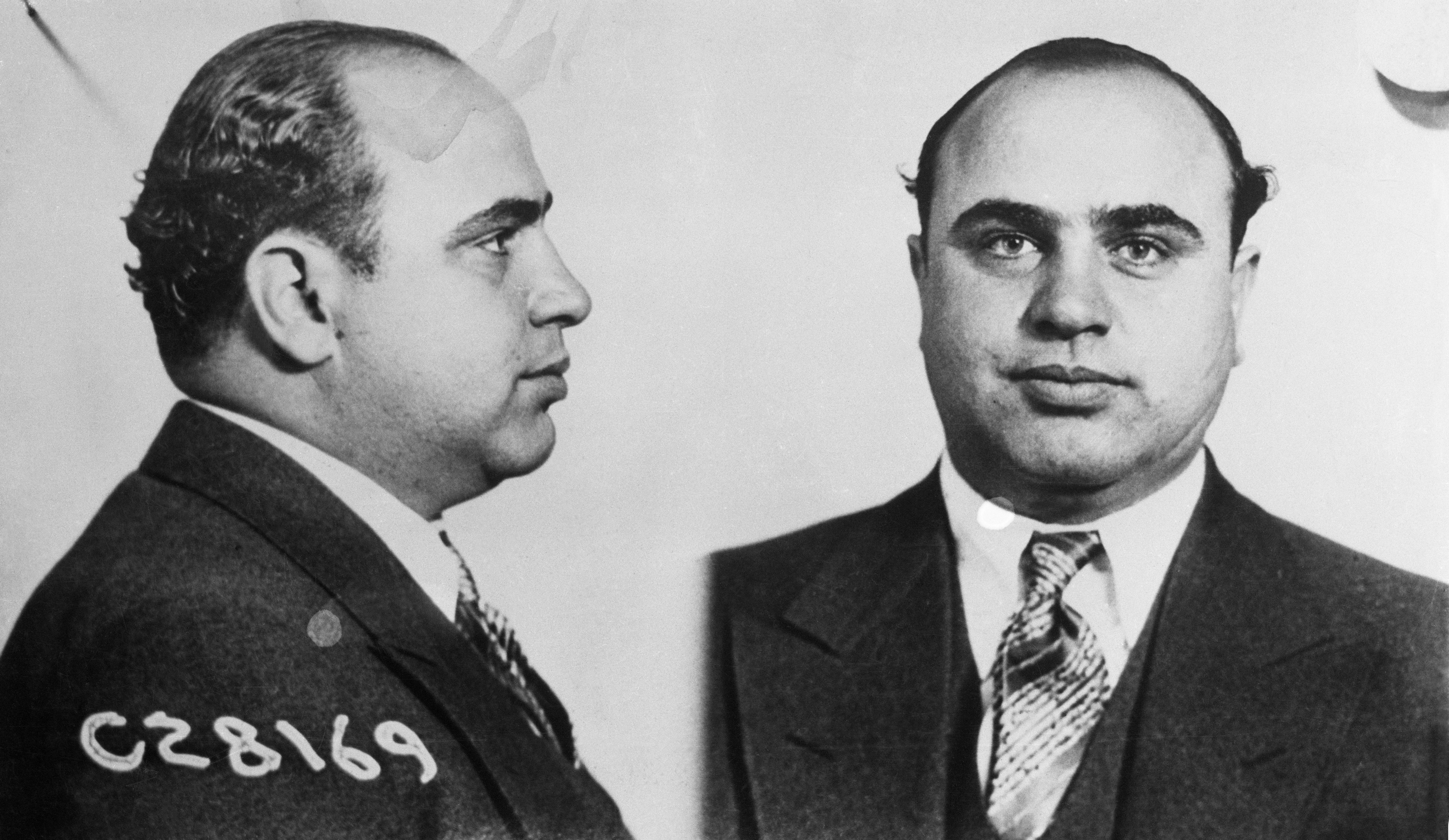
El gàngster del Al Capone és una figura freqüentment associada amb el crim organitzat

El crim organitzat és un terme que s'aplica a les organitzacions locals, nacionals o internacionals dirigides per criminals amb el propòsit de dur a terme activitats il·legals, fonamentalment per treure'n un benefici econòmic. Tot i que el crim organitzat generalment es considera una forma de negoci il·legal, algunes organitzacions criminals, com ara grups terroristes, càrtels de la droga, grups rebels i separatistes, tenen motivacions polítiques. Moltes organitzacions criminals es basen en la por o el terror per aconseguir els seus objectius o finalitats, així com per mantenir el control dins de l'organització i poden adoptar tàctiques habituals dels règims autoritaris per mantenir el poder. Algunes formes de crim organitzat simplement existeixen per satisfer la demanda de béns il·legals en un estat o per facilitar el comerç de béns i serveis que poden haver estat prohibits per un estat (com ara drogues o armes de foc il·legals). En alguns casos, les organitzacions criminals obliguen a terceres parts a fer negocis amb ells, com quan un grup extorsiona a comerciants perquè els paguin a canvi de «protecció». Les bandes de carrer sovint es poden considerar grups de crim organitzat o, segons definicions més estrictes de crim organitzat, poden ser prou disciplinades per ser considerades organitzades. Una organització criminal també es pot anomenar una banda, gàngster / banda, thug, família criminal, màfia, mafiós/màfia,  o sindicat; la xarxa, subcultura i comunitat de criminals involucrats en el crim organitzat es pot anomenar món subterrani o terra de les bandes. El terme s'aplica amb freqüència per assenyalar aquelles organitzacions o grups de persones que es dediquen a traficar amb drogues o persones, cometre segrestos, assassinats, entre altres delictes. Tenen una cadena d'organització jeràrquica i una complexa divisió social del treball. Els sociòlegs de vegades distingeixen específicament una "màfia" com un tipus de grup de crim organitzat que s'especialitza en el subministrament de protecció extralegal i quasi-aplicació de la llei. Estudis acadèmics de la "màfia" original, la màfia italiana, així com la seva contrapart americana, van generar un estudi econòmic dels grups del crim organitzat i van exercir una gran influència en els estudis de la màfia russa, la preman indonèsia, les tríades xineses, les tríades de Hong Kong, el thuggee indi i la yakuza japonesa.
L'Organització de les Nacions Unides va definir l'any 2000 un «grup delictiu organitzat» com un «grup estructurat de tres o més persones que existeixi durant un cert temps i que actuï concertadament amb el propòsit de cometre un o més delictes greus […] amb el propòsit d'obtenir directament o indirecta un benefici econòmic o altres beneficis materials».
Altres organitzacions —inclosos els estats, les esglésies, els exèrcits, les forces policials i les corporacions— poden utilitzar de vegades mètodes del crim organitzat per dur a terme les seves activitats, però els seus poders deriven del seu estatus com a institucions socials formals. Hi ha una tendència a distingir la delinqüència organitzada "tradicional", com ara el joc, l'usura, el tràfic de drogues, la prostitució i el frau, d'altres formes de delinqüència que també solen implicar actes criminals organitzats o en grup, com ara la delinqüència de coll blanc, els delictes financers, els delictes polítics, els crims de guerra, els crims d'estat i la traïció. Aquesta distinció no sempre és evident i els acadèmics continuen debatent el tema. Per exemple, en estats fallits que ja no poden dur a terme funcions bàsiques com l'educació, la seguretat o la governança (generalment a causa de la violència feixuga o de la pobresa extrema), el crim organitzat, la governança i la guerra de vegades es complementen. El terme «oligarquia» s'ha utilitzat per descriure països democràtics les institucions polítiques, socials i econòmiques dels quals estan sota el control d'unes poques famílies i oligarques empresarials que poden ser considerats o poden degenerar en grups del crim organitzat a la pràctica. Per la seva pròpia naturalesa, les cleptocràcies, els estats mafiosos, els narcoestats o les narcocleptocràcies, i els estats amb alts nivells de clientelisme i corrupció política estan molt involucrats amb el crim organitzat o tendeixen a fomentar el crim organitzat dins dels seus propis governs.
Als Estats Units, la Llei de control del crim organitzat (1970) defineix el crim organitzat com "[l]es activitats il·legals d'una associació altament organitzada i disciplinada [...]". L'activitat criminal com a procés estructurat es coneix com a extorsió. Al Regne Unit, la policia calcula que el crim organitzat implica fins a 38.000 persones que operen en 6.000 grups diversos. Històricament, la força criminal organitzada més gran dels Estats Units ha estat la Cosa Nostra (màfia italoamericana ), però altres organitzacions criminals transnacionals també han guanyat protagonisme en les darreres dècades. Un article del 2012 en una revista del Departament de Justícia dels Estats Units afirmava que: "Des del final de la Guerra Freda, els grups del crim organitzat de Rússia, Xina, Itàlia, Nigèria i Japó han augmentat la seva presència internacional i les seves xarxes mundials o s'han involucrat en activitats criminals més transnacionals. La majoria dels principals grups del crim organitzat internacional del món són presents als Estats Units". L' Avaluació Nacional de l'Amenaça de les Drogues del 2017 de l'Administració de Control de Drogues dels Estats Units va classificar les organitzacions criminals transnacionals mexicanes (TCO) com la "major amenaça criminal de drogues per als Estats Units", citant el seu domini "sobre grans regions de Mèxic utilitzades per al cultiu, la producció, la importació i el transport de drogues il·lícites" i identificant els càrtels de Sinaloa, Jalisco Nueva Generación, Juárez, Gulf, Los Zetas i Beltrán-Leyva com les sis TCO mexicanes amb major influència en el tràfic de drogues als Estats Units. L' Objectiu de Desenvolupament Sostenible número 16 de les Nacions Unides té com a meta combatre totes les formes de delinqüència organitzada com a part de l'Agenda 2030.
En alguns països, el vandalisme en el futbol s'ha relacionat amb el crim organitzat.

## Models de crim organitzat

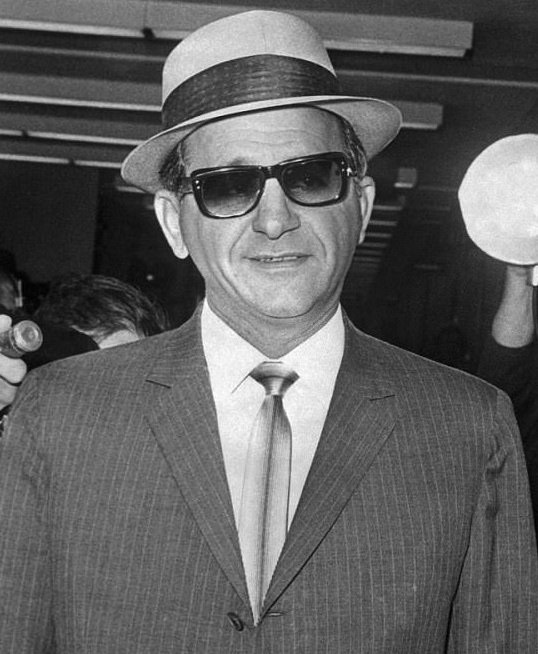
Sam Giancana, el mafiós americà de la màfia

S'han proposat diversos models per descriure l'estructura de les organitzacions criminals.

### Organitzacional

#### Xarxes de patrons i clients
Les xarxes patró-client es defineixen per interaccions fluides. Produeixen grups criminals que operen com a unitats més petites dins de la xarxa general i, com a tals, tendeixen a valorar les persones significatives, la familiaritat amb els entorns socials i econòmics o la tradició. Aquestes xarxes solen estar formades per:
- Jerarquies basades en la formació "natural" de tradicions familiars, socials i culturals;
- Enfocament "estret" de l'activitat/treball ;
- Sistemes de valors fraternals o nepotistes;
- Activitat personalitzada; incloent-hi rivalitats familiars, disputes territorials, reclutament i formació de membres de la família, etc.;
- Sistemes de creences arrelats, dependència de la tradició (inclosa la religió, els valors familiars, les expectatives culturals, la política de classe, els rols de gènere, etc.); i,
- Mecanismes de comunicació i aplicació de les normes que depenen de l'estructura organitzativa, l'etiqueta social, l'historial d'implicació criminal i la presa de decisions col·lectiva.[26][27][28][29][30]

#### Operacions burocràtiques/corporatives
Els grups de crim organitzat burocràtics/corporatius es defineixen per la rigidesa general de les seves estructures internes. Es centren més en com funciona l'operació, com té èxit, com es manté o com evita les represàlies, generalment es caracteritzen per:
- Una estructura d'autoritat complexa;
- Una extensa divisió del treball entre les classes dins de l'organització;
- Meritocràtic (en oposició als atributs culturals o socials);
- Responsabilitats exercides de manera impersonal;
- Normes/regulacions escrites extenses (en contraposició a la praxi cultural que dicta l'acció); i,
- Mecanismes de comunicació "de dalt a baix" i d'aplicació de normes.

No obstant això, aquest model de funcionament té alguns defectes:
- L'estratègia de comunicació "de dalt a baix" és susceptible a la intercepció, sobretot més avall en la jerarquia a la qual es comunica;
- Mantenir registres escrits posa en perill la seguretat de l'organització i depèn de mesures de seguretat més elevades;
- La infiltració en nivells inferiors de la jerarquia pot posar en perill tota l'organització (un efecte "castell de cartes"); i,
- La mort, les lesions, l'empresonament o les lluites internes pel poder augmenten dràsticament la inseguretat de les operacions.

Mentre que les operacions burocràtiques emfatitzen els processos empresarials i les jerarquies fortament autoritàries, aquestes es basen en l'aplicació de les relacions de poder en lloc d'un objectiu subjacent de proteccionisme, sostenibilitat o creixement.

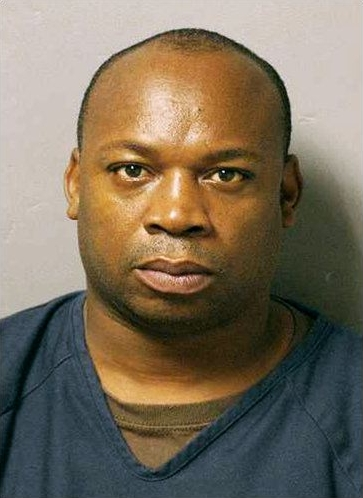
El líder d'una banda jamaicana, Christopher Coke

#### Bandes juvenils i de carrer
Una estimació sobre les bandes de carrer juvenils als Estats Units proporcionada per Hannigan i altres va marcar un augment del 35% entre el 2002 i el 2010. Una cultura de bandes distintiva sustenta molts, però no tots, els grups organitzats; això es pot desenvolupar a través d'estratègies de reclutament, processos d'aprenentatge social en el sistema correctiu experimentats per la implicació de joves, familiars o iguals en la delinqüència, i les accions coercitives de les figures d'autoritat criminal. El terme "banda de carrer" s'utilitza habitualment indistintament amb "banda juvenil", referint-se a grups de joves de barri o de carrer que compleixen els criteris de "banda". Miller (1992) defineix una banda de carrer com "una associació autoformada de iguals, units per interessos mutus, amb un lideratge i una organització interna identificables, que actuen col·lectivament o com a individus per aconseguir finalitats específiques, inclosa la realització d'activitats il·legals i el control d'un territori, instal·lació o empresa en particular". Algunes de les raons per les quals els joves s'uneixen a bandes inclouen sentir-se acceptats, aconseguir estatus i augmentar la seva autoestima. Un sentiment d'unitat uneix moltes de les bandes juvenils que no tenen l'aspecte familiar a casa.
Les "zones de transició" són barris deteriorats amb poblacions canviants. En aquestes zones, els conflictes entre grups, les lluites, les "guerres territorials" i els robatoris promouen la solidaritat i la cohesió. Cohen (1955): els adolescents de classe treballadora es van unir a bandes a causa de la frustració per la incapacitat d'aconseguir l'estatus i els objectius de la classe mitjana; Cloward i Ohlin (1960): oportunitats bloquejades, però una distribució desigual de les oportunitats va conduir a la creació de diferents tipus de bandes (és a dir, algunes centrades en el robatori i el furt de propietats, altres en les baralles i els conflictes i algunes eren retractistes centrats en el consum de drogues); Spergel (1966) va ser un dels primers criminòlegs a centrar-se en la pràctica basada en l'evidència en lloc de la intuïció de la vida i la cultura de les bandes. La participació en esdeveniments relacionats amb bandes durant l'adolescència perpetua un patró de maltractament en els seus propis fills anys més tard. Klein (1971), com Spergel, va estudiar els efectes sobre els membres de les intervencions dels treballadors socials. Més intervencions realment condueixen a una major participació en bandes i solidaritat i vincles entre els membres. Downes i Rock (1988) sobre l'anàlisi de Parker: s'aplica la teoria de la tensió, la teoria de l'etiquetatge (a partir de l'experiència amb la policia i els tribunals), la teoria del control (involucració en problemes des de la primera infància i la decisió final que els costos superen els beneficis) i les teories del conflicte. Cap grup ètnic està més disposat a involucrar-se en bandes que un altre, sinó que és la condició de marginat, alienat o rebutjat el que fa que alguns grups siguin més vulnerables a la formació de bandes, i això també es tindria en compte en l'efecte de l'exclusió social, especialment pel que fa al reclutament i la retenció. Aquests també es poden definir per l'edat (normalment la joventut) o les influències del grup d'iguals, i la permanència o consistència de la seva activitat delictiva. Aquests grups també formen la seva pròpia identitat simbòlica o representació pública que són recognoscibles per la comunitat en general (inclouen colors, símbols, pegats, banderes i tatuatges).
La recerca s'ha centrat en si les bandes tenen estructures formals, jerarquies clares i lideratge en comparació amb els grups d'adults, i si són racionals en la persecució dels seus objectius, tot i que les posicions sobre estructures, jerarquies i rols definits són contradictòries. Alguns van estudiar bandes de carrer involucrades en el tràfic de drogues i van descobrir que la seva estructura i comportament tenien un cert grau de racionalitat organitzativa. Els membres es veien a si mateixos com a criminals organitzats; les bandes eren organitzacions formals-racionals, estructures organitzatives fortes, rols i normes ben definits que guiaven el comportament dels membres. També un mitjà d'ingressos especificat i regular (és a dir, drogues). Padilla (1992) va estar d'acord amb els dos anteriors. Tanmateix, alguns han trobat que aquests eren més aviat laxos que ben definits i que no tenien un enfocament persistent, hi havia una cohesió relativament baixa, pocs objectius compartits i poca estructura organitzativa. Les normes, els valors i les lleialtats compartits eren baixos, les estructures "caòtiques", amb poca diferenciació de rols o poca distribució clara del treball. De la mateixa manera, l'ús de la violència no s'ajusta als principis que subjauen a les activitats de protecció, la intimidació política i el tràfic de drogues que fan servir aquests grups d'adults. En molts casos, els membres de bandes es graduen de bandes juvenils a grups de crim organitzat altament desenvolupats, i alguns ja estan en contacte amb aquests sindicats i, a través d'això, veiem una major propensió a la imitació. Les bandes i les organitzacions criminals tradicionals no es poden vincular universalment (Decker, 1998), però hi ha beneficis clars tant per a l'organització d'adults com per a la de joves a través de la seva associació. Pel que fa a l'estructura, cap grup criminal és arquetípic, tot i que en la majoria dels casos hi ha patrons ben definits d'integració vertical (que intenten controlar tota o part de la cadena de subministrament), com és el cas del tràfic d'armes, sexe i drogues.

### Diferència individual

#### Emprenedor
El model emprenedor considera o bé el criminal individual o bé un grup més petit de criminals organitzats, que aprofiten la "associació de grups" més fluida del crim organitzat contemporani. Aquest model s'ajusta a la teoria de l'aprenentatge social o a l'associació diferencial, ja que hi ha associacions i interaccions clares entre delinqüents on es pot compartir coneixement o imposar valors; tanmateix, s'argumenta que l'elecció racional no hi està representada. L'elecció de cometre un determinat acte o d'associar-se amb altres grups del crim organitzat es pot veure com una decisió molt més empresarial: contribuir a la continuació d'una empresa criminal maximitzant els aspectes que protegeixen o donen suport al seu propi benefici individual. En aquest context, el paper del risc també és fàcilment comprensible, però és discutible si la motivació subjacent s'ha de veure com a veritable emprenedoria, o com a producte d'algun desavantatge social.
L'organització criminal, de la mateixa manera que s'avaluaria el plaer i el dolor, pondera factors com el risc legal, social i econòmic per determinar els possibles beneficis i pèrdues de certes activitats criminals. Aquest procés de presa de decisions sorgeix dels esforços emprenedors dels membres del grup, de les seves motivacions i dels entorns en què treballen. L'oportunisme també és un factor clau: és probable que el grup criminal organitzat o el grup criminal reorganitzi amb freqüència les associacions criminals que mantenen, els tipus de delictes que cometen i la seva funció en l'àmbit públic (reclutament, reputació, etc.) per tal de garantir l'eficiència, la capitalització i la protecció dels seus interessos.

### Enfocament multimodel
La cultura i l'ètnia proporcionen un entorn on la confiança i la comunicació entre delinqüents poden ser eficients i segures. Això pot acabar comportant un avantatge competitiu per a alguns grups; tanmateix, és inexacte adoptar això com l'únic determinant de classificació en el crim organitzat. Aquesta categorització inclou la màfia siciliana, la 'Ndrangheta, els grups criminals ètnics xinesos, la yakuza japonesa (o Boryokudan ), els grups de narcotràfic colombians, els grups del crim organitzat nigerians, la màfia corsa, els grups criminals coreans i les bandes jamaicanes. Des d'aquesta perspectiva, el crim organitzat no és un fenomen modern: la construcció de bandes criminals dels segles XVII i XVIII compleix tots els criteris actuals de les organitzacions criminals (en oposició a la teoria de la conspiració alienígena). Aquestes vagaven per les zones frontereres rurals de l'Europa central, embarcant-se en moltes de les mateixes activitats il·legals associades amb les organitzacions criminals actuals, amb l'excepció del blanqueig de capitals. Quan la Revolució Francesa va crear estats nació forts, les bandes criminals es van traslladar a altres regions mal controlades com els Balcans i el sud d'Itàlia, on es van sembrar les llavors de la màfia siciliana, la peça clau del crim organitzat al Nou Món.

### Enfocament computacional
Mentre que la majoria dels marcs conceptuals utilitzats per modelar el crim organitzat emfatitzen el paper dels actors o les activitats, els enfocaments computacionals basats en els fonaments de la ciència de dades i la intel·ligència artificial se centren en obtenir nous coneixements sobre el crim organitzat a partir del big data. Per exemple, s'han aplicat nous models d'aprenentatge automàtic per estudiar i detectar la delinqüència urbana i les xarxes de prostitució en línia. El big data també s'ha utilitzat per desenvolupar eines en línia que prediuen el risc que una persona sigui víctima del comerç sexual en línia o que es vegi atreta per aquest comerç. A més, s'han utilitzat dades de Twitter i Google Trends per estudiar les percepcions públiques del crim organitzat.
| Tipus de model              | Medi ambient                             | Grup                   | Processos                                   | Impactes                                                                                    |
| --------------------------- | ---------------------------------------- | ---------------------- | ------------------------------------------- | ------------------------------------------------------------------------------------------- |
| Nacional                    | Base històrica o cultural                | Família o jerarquia    | Secret/vincles. Enllaços amb els insurgents | Corrupció/influència local. Comunitat temorosa.                                             |
| Transnacional               | Políticament i econòmicament inestable   | Integració vertical    | Cobertura legítima                          | Subministrament estable de béns il·lícits. Corrupció d'alt nivell.                          |
| Transnacional/transaccional | Qualsevol                                | Flexible. Mida petita. | Violent. Oportunista. Assum de riscos       | Subministrament inestable de diversos béns il·lícits. Explota joves delinqüents locals.     |
| Emprenedor/transaccional    | Regions desenvolupades/d'alta tecnologia | Individus o parelles.  | Operant a través d'una empresa legítima     | Prestació de serveis il·lícits, per exemple, blanqueig de capitals, frau, xarxes criminals. |

## Organitzacions criminals
- Màfia italiana: associacions mafioses d'origen italià
  - Cosa Nostra
  - Sacra Corona Unita
  - Camorra
  - 'Ndrangheta

- Yakuza: grup criminal organitzat japonès exclusivament masculí
- Tríada: organització criminal d'origen xinès
- Càrtels colombians: associacions mafioses d'origen colombià
  - Càrtel de Medellín
  - FARC
  - Càrtel de Cali
- Mara: grup de joves delinqüents a certs indrets d'Amèrica Llatina, en especial a Amèrica Central
- Màfia albanesa: crim organitzat albanès
- Màfia russa: crim organitzat rus